# São Mamede de Infesta
São Mamede de Infesta era una freguesia portuguesa del municipio de Matosinhos, distrito de Oporto.

## Historia
Fue elevada a la categoría de villa el 25 de septiembre de 1985, y a la de ciudad el 12 de julio de 2001.
Fue suprimida el 28 de enero de 2013, en aplicación de una resolución de la Asamblea de la República portuguesa promulgada el 16 de enero de 2013 al unirse con la freguesia de Senhora da Hora, formando la nueva freguesia de São Mamede de Infesta e Senhora da Hora.